# Polynesian Society
A Polynesian Society é uma organização sem fins lucrativos sediada na Universidade de Auckland, Nova Zelândia, dedicada ao estudo acadêmico da história, etnografia e mitologia da Oceania.

## História

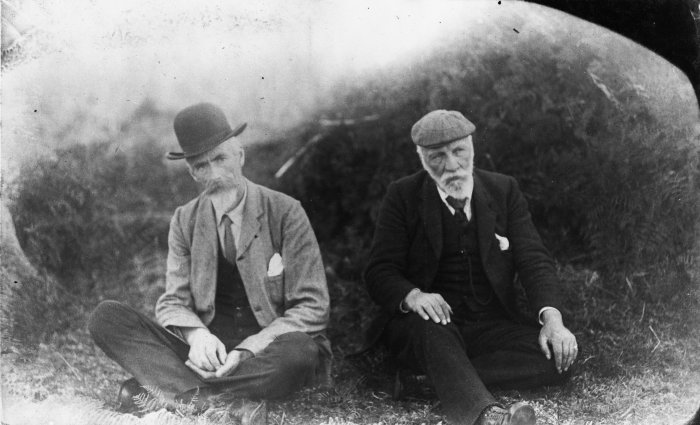
Elsdon Best e Percy Smith em 1908

A sociedade foi co-fundada em 1892 por Percy Smith e Edward Tregear, em grande parte em resposta a uma convicção, amplamente aceita na época, de que os Maori e outros povos polinésios eram uma raça agonizante. Smith e seus amigos esperavam que isso ajudasse a preservar a tradição tradicional dos Maori antes que desaparecesse e forneça aos estudiosos um fórum para uma discussão aprendida de suas pesquisas etnográficas.
Os membros iniciais da sociedade eram 112, que haviam aumentado para 1.300 em 1965. Os presidentes incluíram os bispos H. W. e W. L. Williams; James Henry Pope, Edward Tregear, Percy Smith, Elsdon Best, William Skinner, Sir Āpirana Ngata, Harry Skinner, JM McEwen, Professor Sir Hugh Kawharu e Dame Joan Metge. O atual presidente é o Dr. Richard Benton.
Até sua morte, em 2006, o patrono da sociedade era a Dama Ma Te Te da Arikinui Te Ata-i-rangi-kaahu (1931-2006); Dame Te Ata foi substituída pelos atuais patronos, Le Afioga Tuiatua Tupua Tamasese Efi, Chefe de Estado de Samoa, e Te Ariki Tumu Te Heuheu, Chefe primordial de Ngati Tuwharetoa.

## Publicações
Desde seus primeiros dias, a sociedade publicou o periódico Journal of the Polynesian Society, que se tornou o principal meio da sociedade para publicar informações sobre os povos indígenas da Polinésia, Melanésia e Micronésia. A revista é um rico repositório das tradições da Oceania. Seus primeiros editores foram S. Percy Smith e Edward Tregear. Smith foi seu principal colaborador até sua morte em 1922. A lista de editores subsequentes inclui W. H. Skinner, Elsdon Best, Johannes C. Andersen, H. D.  Skinner, C. R. H. Taylor, W. R. Geddes, WC Groves, Bruce Biggs, Melvyn McLean e Richard Moyle. Os editores atuais são Judith Huntsman e Melinda Allen.
Além deste diário, a sociedade publicou muitas monografias notáveis, incluindo História e Tradições da Costa Taranaki (1910), de S. Percy Smith e The Lore of the Whare Wananga (1913–15); A. O povo Moriori de Shand, nas Ilhas Chatham (1911); Elsdon Best, The Maori (1924) e Tuhoe (1925); JC Andersen, Maori Music (1934); e CRH Taylor, A Pacific Bibliography (1951) e dois catálogos da coleção Oldman de artefatos maori e polinésia (2004).
Outras obras importantes incluem A. Ngata e Pei Te Hurinui Jones Nga Moteatea (1959–1990), uma coleção definitiva em quatro volumes da música tradicional maori com traduções e comentários, publicada em uma nova edição aprimorada pela Auckland University Press em associação com a Sociedade Polinésia.
Uma história da sociedade e seu diário, MPK Sorrenson Manifest Duty: The Polynesian Society por mais de 100 anos, e um Centennial Index 1892–1991 (D. Brown, compilador) foram publicados em 1991.